# Campo di prigionia di Fort Missoula

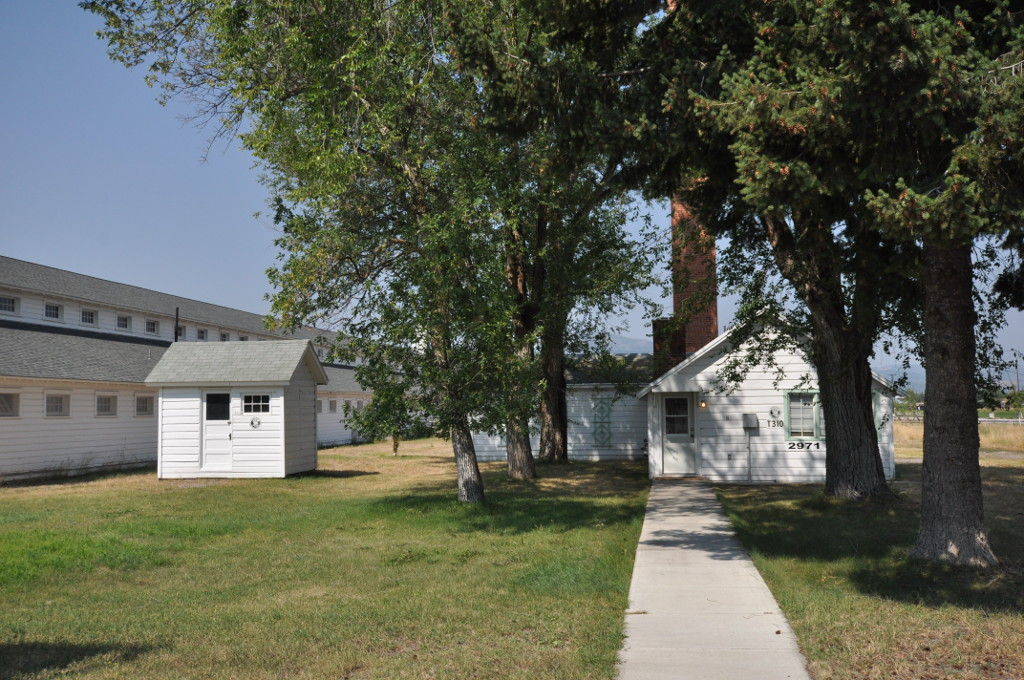
Caserma del campo di prigionia di Fort Missoula

Il campo di prigionia di Fort Missoula è stato un campo di prigionia gestito dal Dipartimento di Giustizia degli Stati Uniti durante la seconda guerra mondiale. Nippo-americani e italoamericani furono imprigionati qui durante il secondo conflitto mondiale.

## Storia
Fort Missoula fu eretto vicino a Missoula, nel Montana, come postazione militare permanente nel 1877, in risposta alle preoccupazioni dei cittadini in conflitto con le tribù native americane. 
Nel 1941 Fort Missoula passò sotto la giurisdizione del "Dipartimento per l'immigrazione e la naturalizzazione" per essere utilizzata come luogo di confino per gli italiani non arruolati nell'esercito. 
Quasi 1100 cittadini italiani civili sono stati internati a Fort Missoula, tra questi: marinai e lavoratori dell'Esposizione universale che erano negli Stati Uniti e non potevano essere rimandati in Italia, così come l'equipaggio di un transatlantico italiano sequestrato nel Canale di Panama. Inoltre, più di 1.000 uomini giapponesi e un centinaio di nazionalisti tedeschi sono stati internati prima di essere trasferiti in altre strutture. 

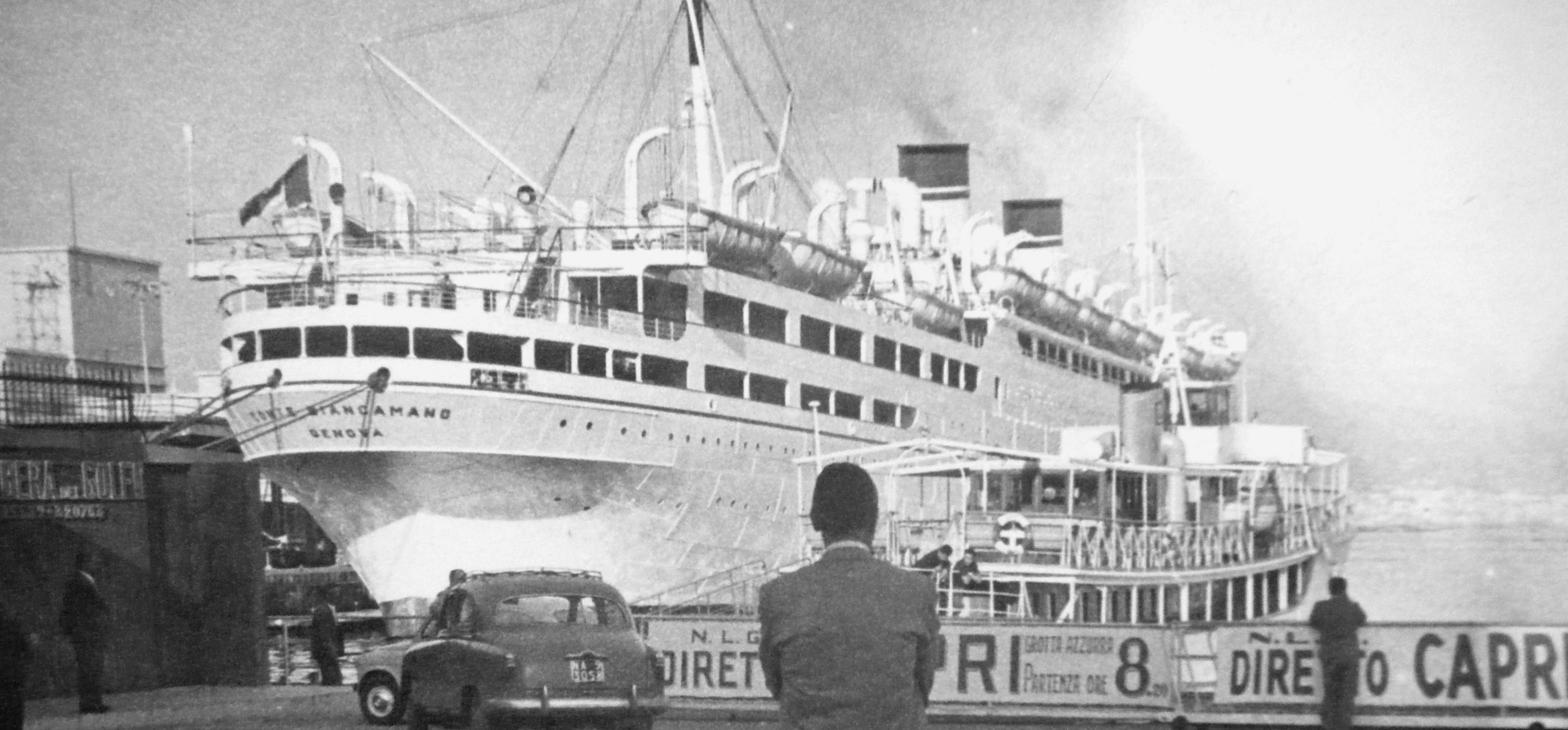
Quasi un terzo degli italiani internati erano marinai della nave Biancamano.

Gli italiani, che soprannominarono il campo di Fort Missoula come campo "Bella Vista", erano costretti a lavorare nelle fattorie della zona o nelle industrie di Missoula, inoltre erano incaricati della prevenzione degli incendi boschivi fino al loro rilascio avvenuto nel 1944.
Il famoso attore italiano Guido Trento (1892-1957), conosciuto anche come Guy Trent (noto per il suo film Street Angel del 1928), fu prigioniero a Fort Missoula e liberato nel 1943, quando l'Italia si arrese agli Alleati.